# Спільна резолюція (США)
Спільна резолюція (англ. Joint resolution) — в законодавстві США нормативний правовий акт, що вимагає схвалення обома палатами Конгресу: Сенатом і Палатою представників, після чого видається для затвердження президенту аналогічно біллю.

## У законодавстві
З точки зору законотворчості спільна резолюція практично нічим не відрізняється від білля: щоб стати законом, вона проходить ту ж процедуру узгодження в обох палатах Конгресу і вимагає, за єдиним винятком, схвалення президентом, або повторного схвалення Конгресом для подолання президентського вето. Також як і у випадку з біллем прі не підписання президентом протягом десяти днів автоматично стає законом. Закон, прийнятий через спільну резолюцію, має ту ж силу, що і закон, прийнятий на основі білля. За допомогою спільної резолюції приймаються поправки до конституції США, при цьому президенту вони не представляються, а згідно зі статтею 5 Конституції США прямують для ратифікації в законодавчі органи штатів.

### Використання
Хоча спільна резолюція і білль використовуються в законодавчому процесі, в даний час кожен з цих актів застосовується для різних цілей. Білль використовується для доповнення, скасування або зміни законів, що входять до Кодексу Сполучених Штатів, і дванадцяти щорічних законів про асигнування. Спільна резолюція в основному використовується для наступного:
- Щоб санкціонувати невеликі асигнування;
- Для прологіровання асигнувань на наступний рік, якщо нові бюджетні закони не були підписані в визначений термін;
- Для створення тимчасових комісій та інших подібних структур (приклад: Комісія 9/11);
- Для тимчасових винятків із чинних законів (приклад: Виверт Сексбі);
- Для оголошення війни;
- Для приєднання територій за більш простою і швидкою процедурою в порівнянні з договором про приєднання (приклади: Анексія Техасу, Резолюція Ньюлендса).